# Њу Каролтон (Мериленд)
Њу Каролтон (енгл. New Carrollton) град је у америчкој савезној држави Мериленд.

## Демографија
По попису из 2010. године број становника је 12.135, што је 454 (-3,6%) становника мање него 2000. године.
| Група             | 2000.         | 2010.         |
| Белци             | 2.452 (19,5%) | 1.139 (9,4%)  |
| Афроамериканци    | 8.498 (67,5%) | 7.220 (59,5%) |
| Азијати           | 605 (4,8%)    | 508 (4,2%)    |
| Хиспаноамериканци | 827 (6,6%)    | 3.207 (26,4%) |
| Укупно            | 12.589        | 12.135        |